# Orohippus
Orohippus var en av de forntida stamfäderna till hästen och utvecklades ur den första hästen, Eohippus, för ca 47 miljoner år sedan. De levde i Nordamerika och flyttade ut från de tropiska skogarna till sumpmarkerna. Namnet Orohippus betydde "bergshäst" även om dessa små hästar inte levde i bergsområden. 
Orohippus var något större än föregångarna med cirka 35 – 40 cm mankhöjd och huvudet blev mer hästlikt men påminde mycket om ett rådjurs. Tänderna blev lite starkare, men dessa hästar var inte gräsätare utan levde på mjuka blad, knoppar och köttigare frukter. 